# Joseph O. Egerega
Joseph O. Egerega, né le 20 mars 1940 à Eboh Orogun et mort le 3 février 2013, est un prélat catholique nigérian.

## Biographie
Joseph O. Egernia a été ordonné prêtre en 1969. En 1997 il est nommé vicaire apostolique de Bomadi et évêque titulaire de Tanudaia (de). Il prend sa retraite en 2009.

## Sources
- Profil sur Catholic hierarchy